# Лубомо
Лубо́мо (фр. Loubomo), до 1975 года — Долизи́ (фр. Dolisie) — город на юге Республики Конго. Административный центр департамента Ниари. Расположен на высоте 290 м над уровнем моря.

## История
Лубомо был основан в 1934 году как станция на Конголезской океанической железной дороге (CFCO). Первоначально назван в честь французского исследователя Альбера Долизи (1856—1899, фр. Albert Dolisie) — компаньона исследователя Африки Пьера Саворньяна де Бразза. Благодаря железной дороге город быстро развивался, в 1966 году его население насчитывало 20 тыс., в 1992 — 84 тыс. человек. В годы ангольской войны за независимость располагалась база Народной армии освобождения Анголы. В 1975 году город получил новое название Лубомо. Гражданская война 1997—1999 годов привела к бегству сельского населения из сельской местности в города, что привело к резкому увеличению числа жителей Лубомо.

## Население
Население по данным переписи 2007 года составляет 83 798 человек; по оценочным данным на 2012 год оно насчитывает 86 433 человека. Это делает Лубомо третьим крупнейшим городом страны после Браззавиля и Пуэнт-Нуара.

## Экономика
Через Лубомо проходит транс-африканский автодорожный маршрут  шоссе Триполи-Кейптаун, поэтому Лубомо — важный транспортный и торговый центр. Город расположен на железной дороге Браззавиль—Пуэнт-Нуар. Основа экономики — лесная (производство фанеры, лесозаготовка), пищевая (производство газированных напитков) промышленность, цветная металлургия (добыча золота, свинца). Имеется аэропорт.

## Известные уроженцы
- Дестине Эрмела Дукага (род. 1983) — конголезская писательница, политический и государственный деятель.

## Города-побратимы
- Рьом, Франция[4]